# Déjà vu / Silky Rain
Singles de Yui Sakakibara
Marionette
(2009) Nyanderful! / Cross the Rainbow
(2009)
Déjà vu / Silky Rain est le 18e single de Yui Sakakibara sorti sous le label LOVE×TRAX Office le 30 septembre 2009 au Japon. Il arrive 82e à l'Oricon, il reste classé 1 semaine.
Déjà vu a été utilisé comme thème d'ouverture pour le jeu vidéo Happy Transportation, et Silky Rain a été utilisé comme thème d'ouverture pour l'émission Anison Plus+. Déjà vu et Silky Rain se trouvent sur la compilation You♡I -Sweet Tuned by 5pb.-.

## Liste des titres
| 1. | Déjà vu                   | 橋詰亮子        | 沢村竣       | 4:55 |
| 2. | Silky Rain                | Hamata Tomoyuki | Saito Yoichi | 5:31 |
| 3. | Déjà vu (Instrumental)    | 橋詰亮子        | 沢村竣       | 4:55 |
| 4. | Silky Rain (Instrumental) | Hamata Tomoyuki | Saito Yoichi | 5:29 |